# Jason Brennan
Jason F. Brennan es un filósofo estadounidense y profesor en la Universidad de Georgetown. Escribe sobre teoría de la democracia, ética del voto, capacidad y poder, libertad y las bases morales de una sociedad de mercado.
Es conocido por propugnar el movimiento bleeding-heart libertarianism, una filosofía política que combina el énfasis libertario en las libertades económicas y civiles, con hincapié en justicia social.

## Primeros años
Brennan creció en Tewksbury, MA, y Hudson, NH. Estudió en las Universidad Case Western Reserve y  en la University of New Hampshire. Obtuvo su doctorado en la Universidad de Arizona bajo la dirección de David Schmidtz.
De 2006 a 2011 trabajó como investigador en ciencia política y posteriormente como profesor adjunto de Filosofía, en la Universidad de Brown.

## Carrera
Actualmente es profesor adjunto de Estrategia, Economía, Ética y Políticas Públicas en la McDonough School of Business en la Universidad de Georgetown, donde ocupa la cátedra de la familia Robert J. y Elizabeth Flanagan.
Brennan es autor de Against Democracy (Princeton University Press, 2016), Markets without Limits, (Routledge, 2015), con el filósofo Peter Martin Jaworski, Compulsory Voting: For and Against (Cambridge University Press, 2014), con Lisa Hill, Why Not Capitalism (Routledge,2014), Libertarianism: What Everyone Needs To Know (Oxford University Press, 2012), The Ethics of Voting (Princeton University Press, 2011) y, con David Schmidtz, A Brief History of Liberty (Wiley-Blackwell, 2010).
Próximamente publicará Global Justice as Global Freedom (Oxford University Press), con Bas van der Vossen.